# Рениймарганец
Рѐнийма́рганец — бинарное неорганическое соединение, интерметаллид
рения и марганца
с формулой MnRe,
кристаллы.

## Получение
- Сплавление стехиометрических количеств чистых веществ в инертной атмосфере:

{\displaystyle {\mathsf {Re+Mn\ {\xrightarrow {2100^{o}C}}\ MnRe}}}

## Физические свойства
Рениймарганец образует кристаллы тетрагональной сингонии, пространственная группа P 63/mmc, параметры ячейки a = 0,914 нм, c = 0,475 нм, Z = 16.
Соединение образуется по перитектической реакции при температуре ≈2100°С
и имеет область гомогенности 50÷52 ат.% рения.